# Eva Funck

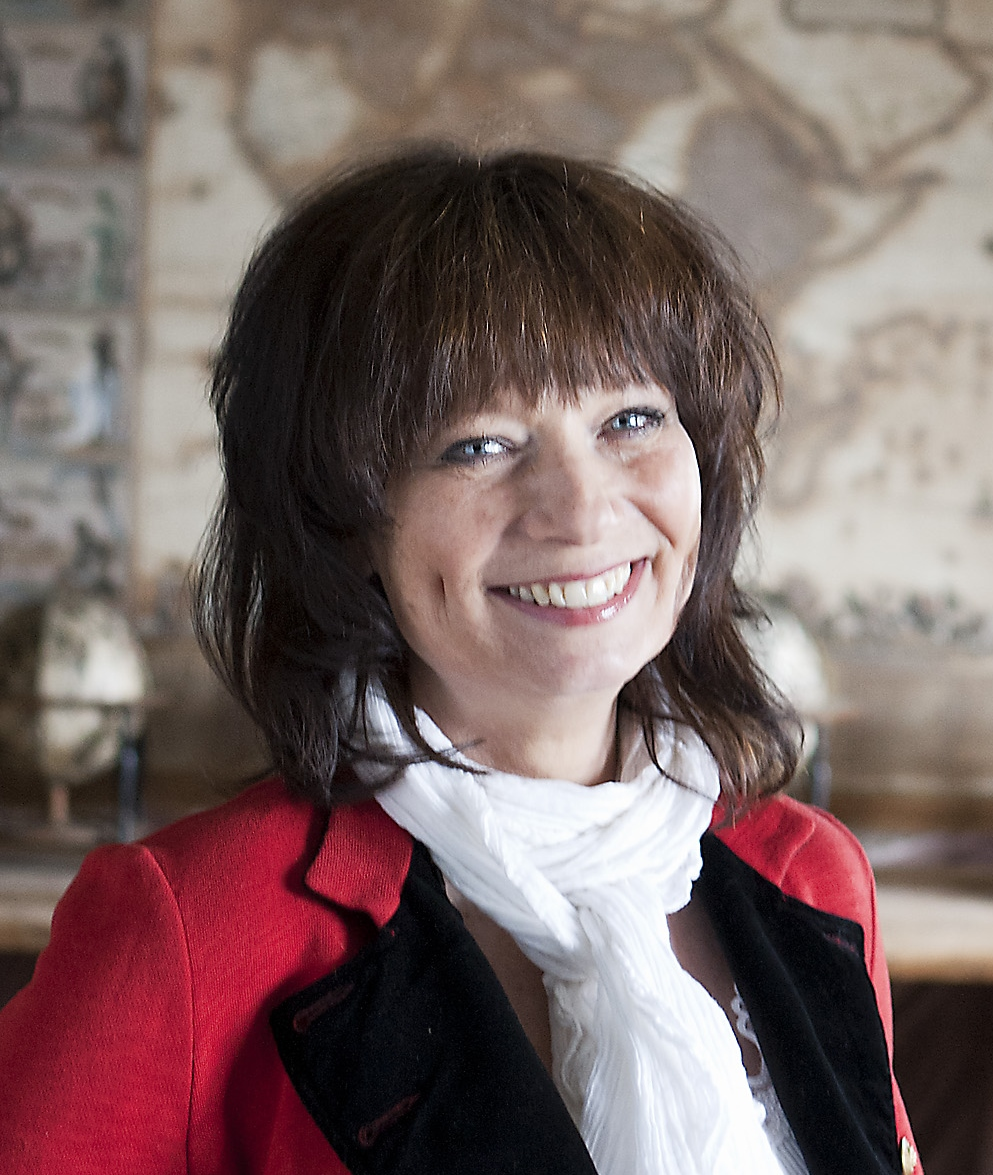
Eva Funck com aproximadamente 55 anos de idade.

Eva Rose-Marie Funck Beskow (nascida Årlin; 28 de maio, 1956 em Estocolmo) é uma sueca dubladora, apresentadora de programas infantis e bonequeira (criou Höna-Pöna). Em 1975 ela se casou com Thomas Funck e eles tiveram um filho, Gustav. Agora ela é casada com Erland Beskow.
Funck trabalha em muitas empresas, entre elas sua própria editora Hönapöna AB, na qual produz programas de TV. Ela atualmente apresenta programas de TV na Sveriges Television, entre eles Evas funkarprogram e Evas superkoll.
Funck recebeu o "Stockholms stads hederspris" em 2005, em 2008 o Kristallen pelo "melhor programa de TV" com Evas superkoll, em 2009 o grande prêmio de Reftec, e em 2010 o "Kunskapspriset" com o comentário "Svenska folkets kunskapsspridare" ("Propagador de conhecimento sobre o povo sueco").

## Filmografia
- 1990 - Björnes magasin (TV)
- 1991 - Kalle Stropp och Grodan Boll på svindlande äventyr (film) (Kalle Stropp och Grodan Boll på svindlande äventyr) (Dubladora da Rainha Cone e da Mãe da princesa Cone Green's)
- 2003 - Evas pysselshow
- 2004 - Evas sommarplåster
- 2005 - Evas vinterplåster
- 2006 - Evas funkarprogram
- 2008 - Evas superkoll
- 2010/2017 - Saltön (série de TV)
- 2011 - Hur många lingon finns det i världen (série de TV)
- 2017 - Mysteriet på barnkanalen (série de TV)

## Referencias
1. ↑  http://www.birthday.se/person/2ca08c57-2ce2-5c79-731a-a3ef60e427c9
2. ↑  http://svt.se/2.58360/1.1500389/utskriftsvanligt_format?printerfriendly=true
3. ↑  http://www.dn.se/nyheter/sverige/barnprogramledare-fick-kunskapspriset